# Vesuvio (vonat)
A Vesuvio egy vasúti járat volt, amely Olaszországban Milánó és Nápoly között közlekedett 1937. és 2005. december 11. között. Nevét a Nápoly mellett található vulkánról, a Vezúvról kapta.

## Története
Ennek a vonatnak a története egészen az 1930-as évekig nyúlik vissza, amikor Olaszország befejezte első nagysebességű vonalait (Direttissima), az egyiket Bologna és Firenze, a másikat Róma és Nápoly között. A nagy sebesség ekkor még csak 175 km/h-t jelentett, és egy új villamos motorvonatot, az Elettro Treno Rapido 200-at (ETR 200) fejlesztettek ki a torinói egyetem segítségével 1934 és 1936 között. Az ETR 200-at a Breda építette 1936-ban. Bologna és Nápoly között 1937-ben állt forgalomba az új vonalakon közlekedve.

### Rapido
A második világháború után a szolgáltatást folytatták és az 1950-es években a Freccia del Vesuvio (Vezúv nyíl) elnevezést kapták. Az ETR 200 állományt az 1960-as évek elején bővítették az ETR 220/230/240-re, egy negyedik kocsival ellátva. Az 1960-as olimpia hozta el az ETR 250-et, és a Vesuvio-t az ETR 220 és az ETR 250 sorozatú villamos motorvonattal üzemeltették a TEE Vesuvio elindításáig.

### Trans Europ Express
1969-ben az Ferrovie dello Stato úgy döntött, hogy a TEE dízelmotoros egységeit a német és a francia példa után mozdonyokkal vontatott vonatokkal cseréli le. Mivel a hazai TEE-t 1965 óta engedélyezték, kibővítették a Gran Conforto személykocsik megrendelését, nemcsak a meglévő nemzetközi TEE cseréjére, hanem a csúcskategóriás belföldi szolgáltatások TEE-vé alakítására is. A Freccia del Vesuvio-t TEE Vesuvio-vá emelték, amint az új járművek 1973. szeptember 30-ától elérhetővé váltak. A TEE Vesuvio-t az FS E444 sorozatú mozdonyokkal üzemeltették, amelyek Gran Conforto kocsikat vontattak. Figyelemre méltó, hogy a Vesuvio két étkezőkocsit vontatott 1974. május 26-tól 1979. szeptember 30-ig.
Menetrend:
A járat 1975-ös menetrendje::
| TEE 95 | km  | Visszaút                    | TEE 92 |
| ------ | --- | --------------------------- | ------ |
| 10:00  | 0   | Milano Centrale             | 23:35  |
| 11:47  | 219 | Bologna Centrale            | 21:51  |
| 12:57  | 316 | Firenze Santa Maria Novella | 20:41  |
| 16:13  | 632 | Roma Termini                | 17:35  |
| 17:48  | 846 | Napoli Mergellina           | 15:45  |

### Intercity
1987-ben a Vesuvio-t két kocsiosztályú InterCity szolgáltatássá alakították át, mivel ez nem volt nemzetközi szolgáltatás, ezért nem minősülhetett át EuroCity-vé. A szolgáltatás napi járatként folytatódott, amíg az EuroStar Italia nem váltotta fel az ETR 500 sorozat nagysebességű motorvonatokkal, az új, 21. századi nagysebességű vonalakon.